# Шербенешть (Вранча)
Шербенешть, Шербенешті (рум. Șerbănești) — село у повіті Вранча в Румунії. Адміністративний центр комуни Корбіца.
Село розташоване на відстані 213 км на північний схід від Бухареста, 52 км на північ від Фокшан, 112 км на південь від Ясс, 99 км на північний захід від Галаца, 142 км на північний схід від Брашова.

## Населення
За даними перепису населення 2002 року у селі проживали 279 осіб, з них 278 осіб (99,6%) румунів. Рідною мовою 278 осіб (99,6%) назвали румунську.